# Паркдейл-авеню (Оттава)

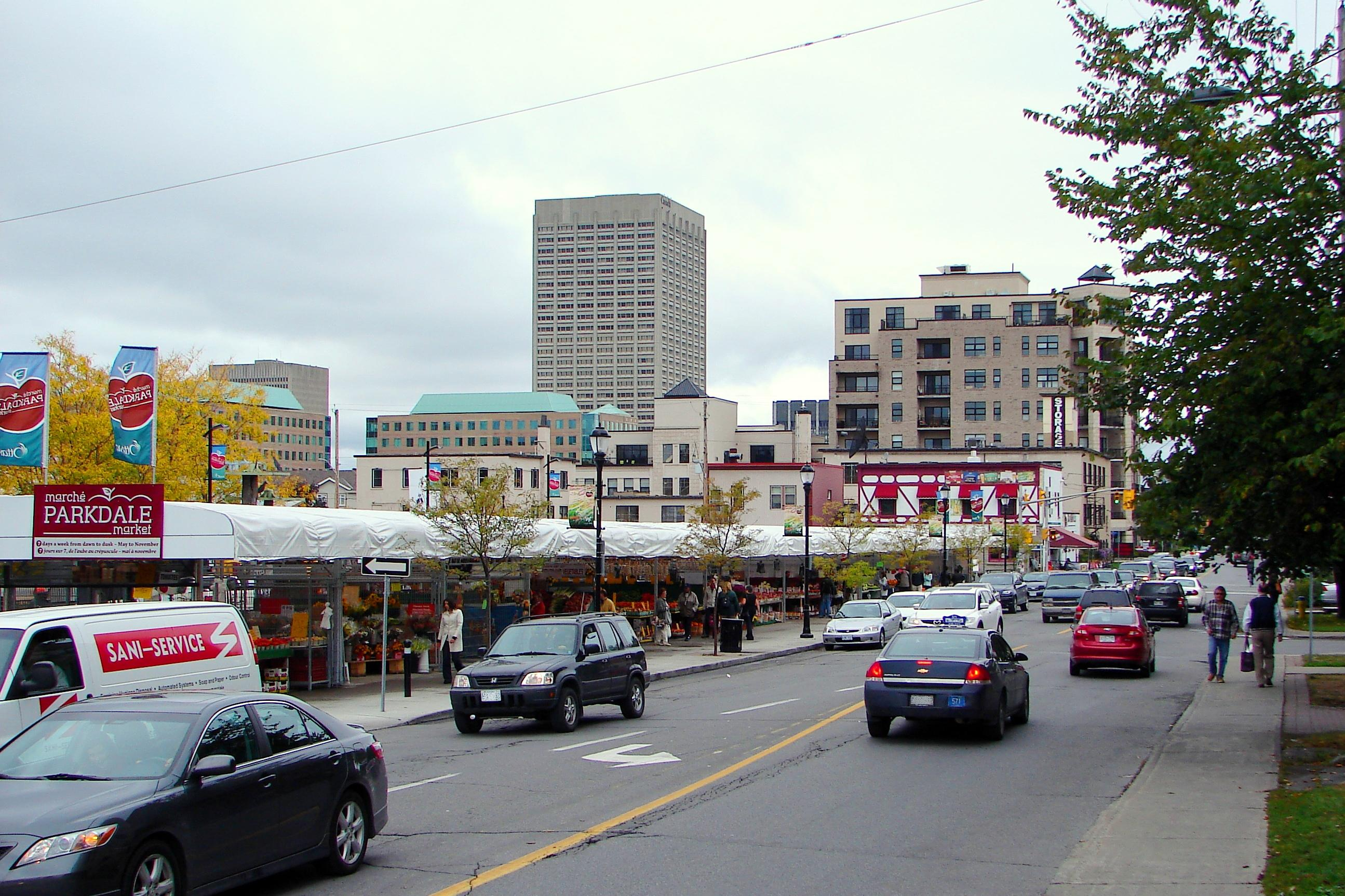
Рынок Паркдейл, вид с юга на север. Расположен на участке между Западной Веллингтон-стрит и Скотт-стрит.

Паркдейл-авеню, англ. Parkdale Avenue — крупная артериальная дорога к западу от центральной части г. Оттава, Онтарио, Канада. Идёт с севера на юг от шоссе Оттава-ривер, идущего вдоль реки Оттава, до Карлинг-авеню, через район Хинтонберг.
Это улица с весьма интенсивным движением, обеспечивающая доступ к кварталу правительственных зданий Таннис-Песчер, рынку Паркдейл, Оттавской городской больнице и Центральной экспериментальной ферме. Пересекается с такими крупными улицами, как Скотт-стрит, Западная Веллингтон-стрит, Гладстон-авеню и автомагистраль 417.
Представляет собой улицу с 2-полосным автомобильным движением, которая ненадолго расширяется до 4 полос в районе автомагистрали 417, где образуется ромбовидный перекрёсток. Парковка на данной улице разрешена вблизи Таннис-Песчер, а также между Карлинг-авеню и автомагистралью 417. Маршрут оттавского автобуса 6 проходит по Паркдейл-авеню, соединяя центр Оттавы и Элгин-стрит с центрально-западной частью города.